# تک‌شاخ (صورت فلکی)
تک‌شاخ یک صورت فلکی روی استوای سماوی است. این صورت فلکی از غرب توسط صورت فلکی شکارچی، از جنوب توسط صورت فلکی سگ بزرگ، از شمال توسط صورت فلکی دوپیکر و از شرق توسط صورت فلکی مار باریک احاطه شده است.

## افسانه

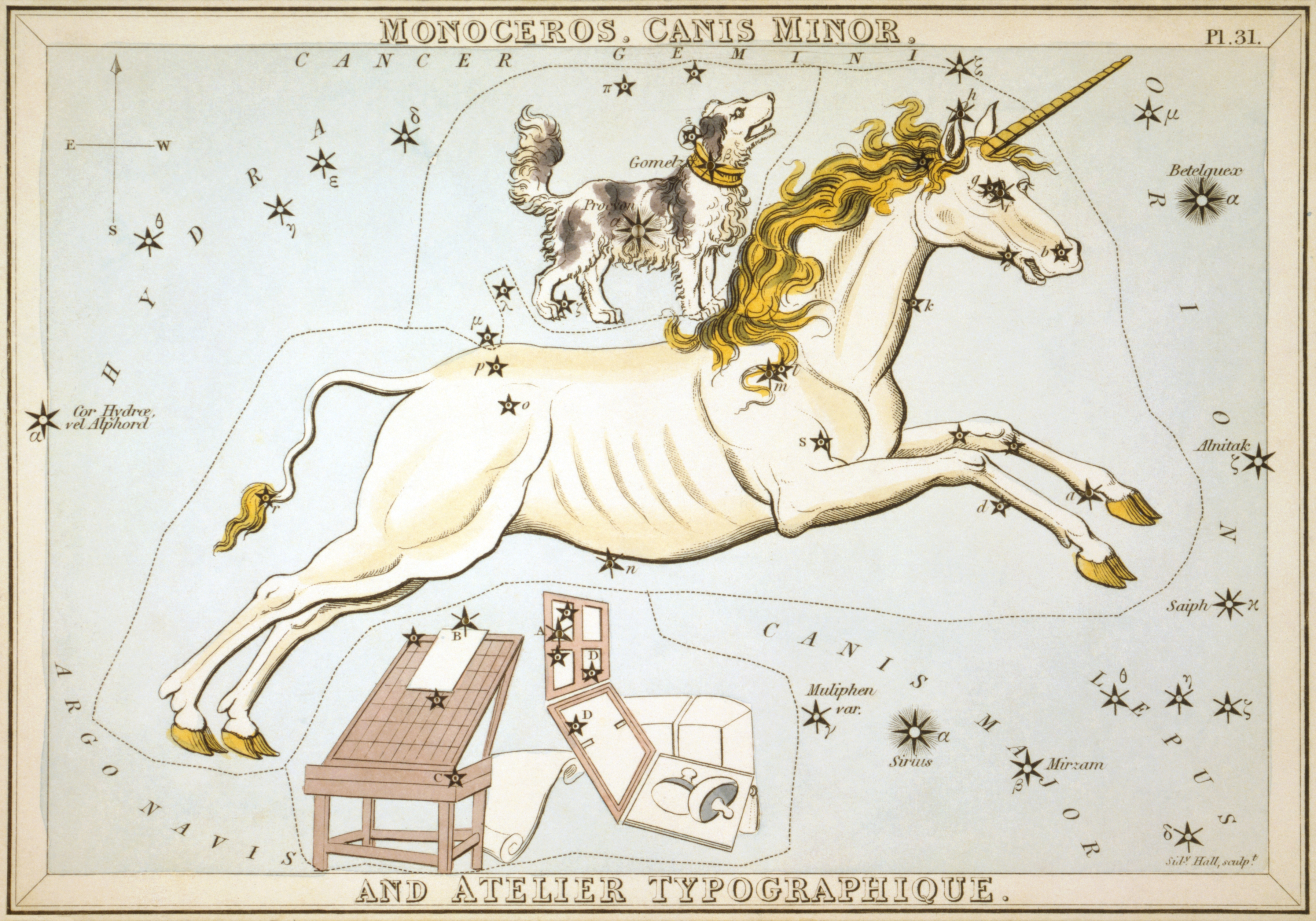
ترسیم صورت فلکی تک‌شاخ در سال ۱۸۲۵

صورت فلکی تکشاخ در مدارک آشوری‌ها، حیوانی است با یک شاخ که سر و دست آن شبیه به اسب، ران مانند کره اسب و با دمی شبیه به شیر می‌باشد.

## ستاره‌ها

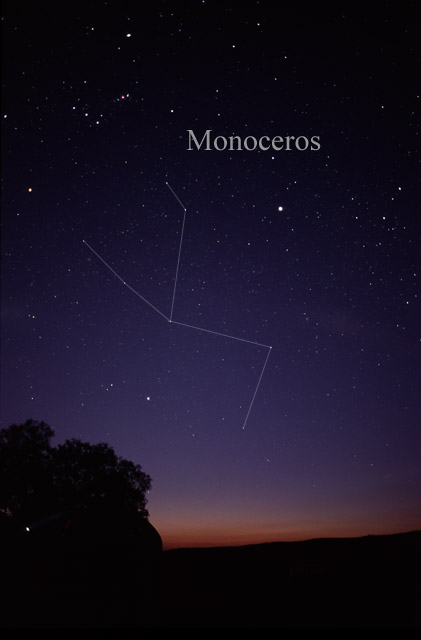
صورت فلکی تک‌شاخ آن گونه که با چشم غیر مسلح دیده می‌شود.

این صورت فلکی شامل تعداد کمی ستاره از قدر ۴ می‌باشد و با چشم غیر مسلح به سختی دیده می‌شود.
ستارهٔ بتا که با چشم غیرمسلح به صورت تکی مشاهده می‌شود، یک سامانه ستاره‌ای سه‌تایی در فاصلهٔ ۷۱۵ سال نوری است. این سه ستاره دارای قدرهای ۴٫۷، ۵٫۲ و ۶٫۱ هستند.
وی۸۳۸ تکشاخ در فوریهٔ سال ۲۰۰۲، درخشندگی‌اش ۱۰۰۰۰ برابر شد. پس از پایان انفجارش، تلسکوپ هابل تصویرهایی از اکوی نور آن که گرد و غبار اطراف آن را روشن کرد، گرفت.
همچنین ستاره پلاسکت نیز در این صورت فلکی قرار دارد.
یکی از نزدیک‌ترین سیاهچاله‌های شناخته‌شده به منظومه شمسی در این صورت فلکی قرار دارد. سامانه ستاره‌ای دوتایی ای۰۶۲۰-۰۰ (A0620-00) در این صورت فلکی، حدود ۳۳۰۰ سال نوری (۱۰۰۰ پارسک) فاصله دارد. سیاهچاله این سیستم دوتایی تخمین‌زده می‌شود ۶٫۶ برابر جرم خورشید جرم داشته باشد.

## اجرام عمق آسمان
1. M50:یک خوشه باز با قدر ظاهری ۶ و مساحت ۱۶ دقیقه قوسی
2. NGC 2244:سحابی
3. ان‌جی‌سی ۲۲۶۴:سحابی
4. سحابی گل‌سرخ: (شامل ان‌جی‌سی ۲۲۳۷، ۲۲۳۸، ۲۲۳۹ و ۲۲۴۶) سحابی پخشنده
5. ان‌جی‌سی ۲۲۶۴: خوشه بازی شبیه به درخت کریسمس